# 莫瓦德
莫瓦德（Mowad），是印度马哈拉施特拉邦那格浦尔县的一个城镇。总人口8732（2001年）。

## 人口
该地2001年总人口8732人，其中男性4455人，女性4277人；0—6岁人口1078人，其中男568人，女510人；识字率73.65%，其中男性为79.19%，女性为67.87%。